# Google Browser Sync
Google Browser Sync — расширение Firefox для синхронизации (и для первоначального слияния) закладок браузера, а также cookies, списка открытых вкладок и истории посещений веб-страниц на нескольких компьютерах, распространяемое по лицензии Freeware. Создано в 2006 году.
Расширение не поддерживается в Firefox 3.0. К концу 2008 года проект был закрыт.
Вместе с закрытием проекта произошло открытие его исходных кодов.

## Вопросы приватности при использовании данного расширения
Расширение использует для хранения данных серверы Google. Хотя, по заявлению Google, сохраняемые данные никому не передаются, получение доступа к аккаунту даёт возможность злоумышленнику получить доступ к конфиденциальной информации, в том числе к паролям от других ресурсов Интернет, которые могут хранится в cookies.